# 27495 Heatherfennell
27495 Heatherfennell este un asteroid din centura principală de asteroizi.

## Descriere
27495 Heatherfennell este un asteroid din centura principală de asteroizi. A fost descoperit pe 7 aprilie 2000 la Socorro, New Mexico, în cadrul proiectului LINEAR. Asteroidul prezintă o orbită caracterizată de o semiaxă mare de 2,78 ua, o excentricitate de 0,04 și o înclinație de 3,8° în raport cu ecliptica.